# Petrovka (Úsman)
|  | Per a altres significats, vegeu «Iekaterínovka». |

Petrovka (en rus: Петровка) és un poble de l'óblast de Lípetsk, a Rússia, que el 2011 tenia 131 habitants. Pertany al districte rural d'Úsman.